# Arménio Gomes dos Santos
Arménio Gomes dos Santos (Arrancada do Vouga, 19 de Fevereiro de 1900-a 30 de Abril de 1971) foi um pedagogo, jornalista e escritor português.
Era filho de Joaquim Gomes dos Santos e de Lucinda Augusta Gomes de Oliveira, também naturais e residentes em Arrancada do Vouga. Seu pai, que foi Juíz de Paz em Arrancada do Vouga, possuía uma pequena oficina de fazer pregos e cravos e uma loja de mercearias.
Frequentou a Escola Normal de Aveiro, onde concluiu o curso de professor primário. Exerceu o ensino nas escolas de Recardães e Castanheira do Vouga.
Participou em vários cursos, sendo promovido a Sub-Inspector do Ensino Primário e nestas funções trabalhou nos distritos de Setúbal, Castelo Branco, Braga e Porto.
Foi promovido a Inspector Orientador do Ministério da Educação, e exerceu funções no distrito de Aveiro, onde se radicou.
Casou em 1937, com D. Antónia Valente da Silva, professora primária, natural de São Tiago Maior, Beja, falecida em 23 de Setembro de 1953, apenas com 37 anos. Deste casamento nasceram três filhos: Francisco António, advogado, D. Maria Fernanda, professora primária e Arménio António, formado em Letras.
Dedicou uma grande parte do seu tempo às letras, como era sua paixão, sendo autor, além de poesia, de várias publicações ligadas ao ensino da língua portuguesa, das quais se destacam:
- PRONTUÁRIO ESCOLAR (Formulário, Guia Prático e Notas de Legislação do Ensino Primário, 1937)[1]
- PRONTUÁRIO ESCOLAR (Guia Prático e Notas de Legislação", 1939)[1]
- O ÚLTIMO ROMÂNTICO (Poemas - Canções do Amor de Deus, do Próximo e da Pátria", 1954)[1]
- DA EDUCAÇÃO E DO ENSINO (1956)[1]
- AO REDOR DO GLOBALISMO (Análise e crítica dos métodos da leitura global,1958)[1]
- AS ESTRDAS E OS LOUCOS (1959)[1]
- POR BEM DA LÍNGUA (1960)[1]

Obras inéditas que não foram publicadas (Originais na posse de um neto, Fernando Santos, Residente no Brasil - Informação Março 2012):
- POEMAS DO CREPÚSCULO
- PARA ALÉM DO FIM
- OS INGRATOS
- MÁS LÍNGUAS - COMÉDIA EM 1 ATO

Obra inédita que não foi publicada (Original na posse de familiares em Arrancada do Vouga - Informação Março 2012):
- Livro escolar da 2ª classe do ensino primário

Colaborou em vários jornais e revistas da época, foi membro das tertúlias de índole cultural, participou em numerosos colóquios sobre a linguística e o ensino.
Foi um dos grandes impulsionadores e autor da famosa revista “VALONGO À VISTA” que, no ano de 1943, foi apresentada ao público, integrada na inauguração da Casa do Povo de Valongo do Vouga, e que tanto êxito alcançou.
A Junta de Freguesia, dedicou-lhe o nome da rua que passa em frente à sua casa.
Faleceu em 30 de Abril de 1971, com 71 anos.